# Попова, Тамара Игнатьевна
Тама́ра Игна́тьевна Попо́ва (25 февраля 1913, Яранск, Вятская губерния — 1992, Москва) — советский, российский ветеринар; доктор ветеринарных наук; и. о. заведующего кафедрой зоологии и сравнительной анатомии беспозвоночных МГУ (1970—1977).

## Биография
Родилась 25 февраля 1913 года в Яранске.
В 1935 году окончила Кировский сельскохозяйственный институт. В 1935—1956 годы преподавала там же (ассистент, доцент; с 1945 — заведующая кафедрой паразитологии и инвазионных болезней).
В 1956 года до конца жизни преподавала на кафедре зоологии и сравнительной анатомии беспозвоночных Московского университета (старший научный сотрудник; в 1970—1977 — и. о. заведующего кафедрой; с 1977 — профессор кафедры). На кафедре создала и возглавляла лабораторию паразитологии; читала курсы общей паразитологии и гельминтологии.
Избиралась депутатом (от Кировской области) Верховного Совета РСФСР 2-го созыва (1947—1951).
Умерла в Москве в 1992 году.

## Научная деятельность
В 1953 году защитила докторскую диссертацию (руководитель — академик К. И. Скрябин).

### Избранные труды
- Попова Т. И. Нематоды-Strongyloidea домашних и диких животных, а также человека : (Морфология, биология, систематика и опыт построения филогенетики и зоогеографии стронгилоидей) : Автореф. дис. … д-ра вет. наук / М-во культуры СССР. Харьк. вет. ин-т. — М., 1953. — 16 с.
- Попова Т. И. Стронгилоидеи животных и человека : Клоациниды, стефануриды, диафаноцефалиды / Акад. наук СССР. Гельминтол. лаборатория. — М. : Изд-во Акад. наук СССР, 1960. — 244 с. — (Основы нематодологии / Под ред. акад. К. И. Скрябина ; Т. 9).
- Попова Т. И. Стронгилоидеи животных и человека: Стронгилиды / Акад. наук СССР. Гельминтол. лаборатория. — М. : Изд-во Акад. наук СССР, 1955. — 224 с. — (Основы нематодологии / Под ред. акад. К. И. Скрябина ; Т. 5).
- Попова Т. И. Стронгилоидеи животных и человека : Трихонематиды / Акад. наук СССР. Гельминтол. лаборатория. — М. : Изд-во Акад. наук СССР, 1958. — 424 с. — (Основы нематодологии / Под ред. акад. К. И. Скрябина ; Т. 7).

## Комментарии
1. ↑  По другим данным — в 1914 году[5].